# Любовь втроём (фильм)
«Любовь втроём» (нем. Drei — «Трое») — комедийная драма режиссёра и сценариста Тома Тыквера о полиаморном любовном треугольнике. Мировая премьера фильма состоялась 10 сентября 2010 года на фестивале «Венецианская биеннале».

## Сюжет
Ханна и Симон вот уже более 20 лет вместе, живя в незарегистрированных отношениях, и вполне счастливы в своём роде. У Симона обнаруживается рак мошонки. Видя свою тяжело больную мать, долгие годы страдающую от рака поджелудочной железы, он не решается сразу рассказать Ханне о своём заболевании. Через некоторое время его мать в результате попытки самоубийства впадает в кому. Вскоре Симону приходится отключить мать от аппаратов жизнеобеспечения, так как её мозг умирает.
Ханна на одном из служебных заседаний знакомится с Адамом, с которым случайным образом ей приходится видеться всё чаще и чаще. Однажды подобная встреча заканчивается совместно проведённой ночью. По трагическому стечению обстоятельств именно в эту ночь Симон из-за своей болезни должен в срочном порядке оперироваться. Но Ханна не отвечает на его звонки и узнаёт об операции лишь на следующий день. Однако навещая его в больнице, она не решается рассказать ему об измене. После возвращения из больницы Симон просит руки Ханны, и через некоторое время они женятся.
В то же время Ханна никак не может забыть Адама. Она находит его, и вскоре у них завязывается роман. Однажды Симон знакомится с Адамом в бассейне. У них завязывается беседа, которая неожиданным образом завершается сексом в раздевалке. Симон чувствует себя запутанным, однако желание снова увидеть Адама у него очень велико. Через некоторое время между мужчинами завязывается страстный роман. Симон путается в своей сексуальной ориентации и пытается понять, является ли он геем. Адам же упрекает Симона в его попытке дать всему чёткие определения и навесить на себя ярлык.
Через некоторое время Симон и Ханна, посещая одну выставку, натыкаются там на Адама. Эта встреча повергает их обоих в лёгкий шок, но обе интрижки остаются в секрете. Вскоре Ханна понимает, что беременна, но она не знает, кто отец ребёнка. Она идёт домой к Адаму, не предупредив его об этом, и находит его в объятиях мужа. В ярости она собирает вещи и покидает Берлин, отправляясь к своей старой подруге в Лондон. В результате медицинского обследования Ханна узнаёт, что она носит двойню, и при этом высока вероятность того, что оба ребёнка имеют разных отцов. Вскоре Ханна вновь возвращается в Берлин и встречается с Симоном, который присылает ей приглашение на выставку. После выяснения отношений оба героя понимают, что они скучали друг по другу и по Адаму. Они отправляются на квартиру Адама, чтобы встретиться с ним. Фильм заканчивается сценой, в которой все трое лежат обнажёнными в одной постели.

## В ролях

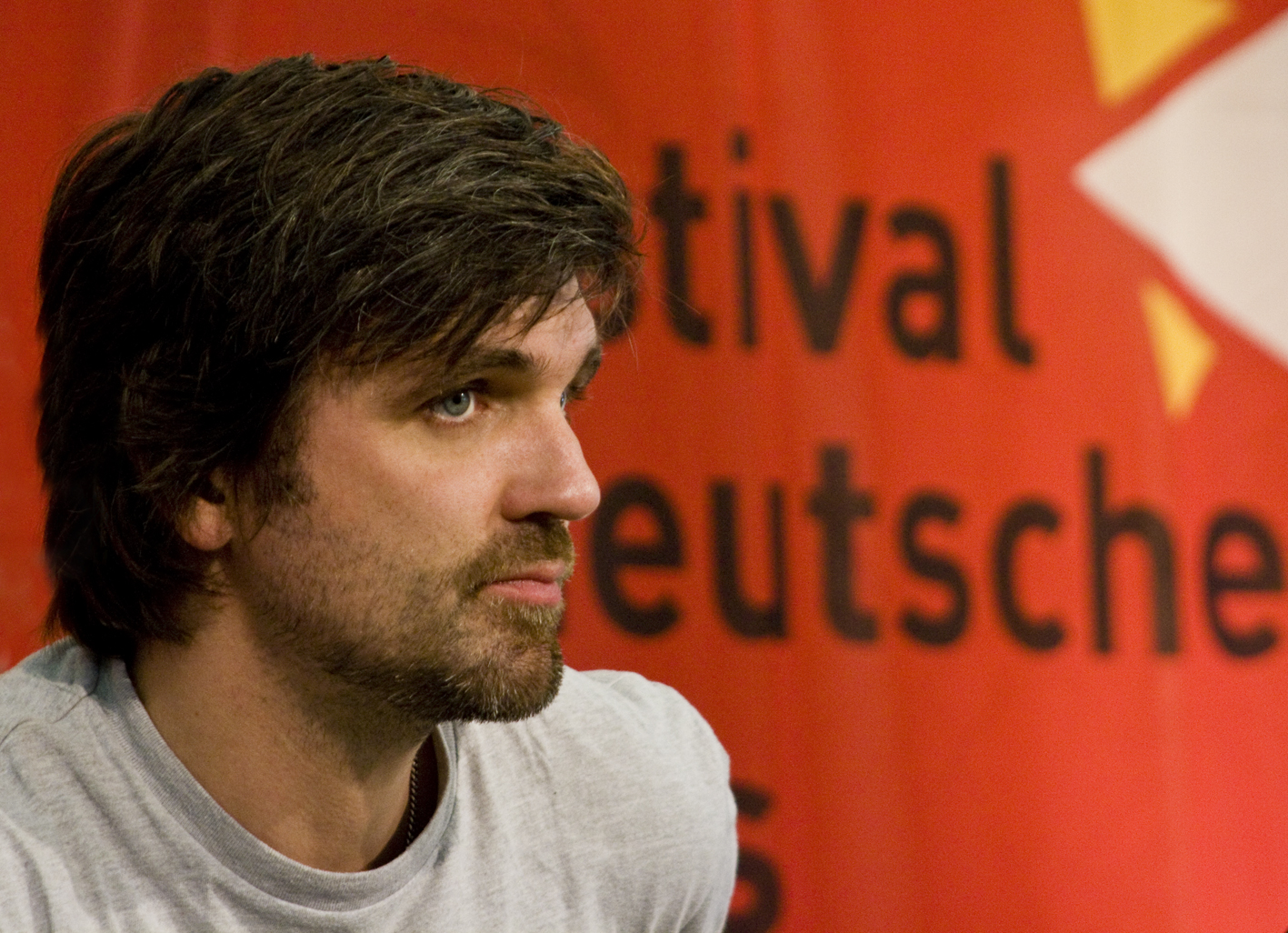
Себастиан Шиппер (2009).

| Актёр            | Роль       |
| ---------------- | ---------- |
| София Ройс       | Ханна      |
| Себастьян Шиппер | Симон      |
| Девид Штризов    | Адам       |
| Аннедора Кляйст  | Лотта      |
| Ангела Винклер   | Хильдегард |
| Инге Келлер      | Шекспир    |

## Отзывы и критика
Немецкий журнал Die Zeit отметил реалистичный взгляд режиссёра на освещение типичных проблем «среднего возраста» (смерть родителей, вопрос о детях и о необходимости вступать в брак), а также на открытость и чувственность отображения гомосексуальных любовных сцен, что «не так часто можно увидеть в кино». Журнал также отмечает высокую эмоциональность «немых сцен», которые смело можно отнести к наиболее «сильным» сценам фильма.
Фильм был номинирован по шести категориям на кинопремию Deutscher Filmpreis 2011 и выиграл в трёх номинациях — «Лучшая женская роль» (Софи Ройс), «Лучший режиссёр» (Том Тыквер) и «Лучший монтаж» (Матильде Боннефлой). Среди других номинаций были «Лучший фильм», «Лучшая музыка к фильму» и «Лучшие звуковое оформление».